# Пака (Чаглин)
45°17′ пн. ш. 18°03′ сх. д. / 45.29° пн. ш. 18.05° сх. д.
Пака (хорв. Paka) — населений пункт у Хорватії, у Пожезько-Славонській жупанії у складі громади Чаглин.

## Населення
Населення за даними перепису 2011 року становило 33 осіб.
Динаміка чисельності населення поселення:

## Клімат
Середня річна температура становить 10,52 °C, середня максимальна – 24,46 °C, а середня мінімальна – -5,49 °C. Середня річна кількість опадів – 791 мм.
| Клімат поселення                              | Клімат поселення | Клімат поселення | Клімат поселення | Клімат поселення | Клімат поселення | Клімат поселення | Клімат поселення | Клімат поселення | Клімат поселення | Клімат поселення | Клімат поселення | Клімат поселення | Клімат поселення |
| Показник                                      | Січ.             | Лют.             | Бер.             | Квіт.            | Трав.            | Черв.            | Лип.             | Серп.            | Вер.             | Жовт.            | Лист.            | Груд.            |                  |
| Середній максимум, °C                         | 6,55             | 7,72             | 12,04            | 16,47            | 21,46            | 24,46            | 23,96            | 23,62            | 19,60            | 14,41            | 8,78             | 4,79             |                  |
| Середня температура, °C                       | 0,53             | 1,70             | 6,02             | 10,46            | 15,43            | 18,42            | 20,40            | 20,04            | 16,03            | 10,82            | 5,20             | 1,23             |                  |
| Середній мінімум, °C                          | −5,49            | −4,33            | −0,01            | 4,43             | 9,39             | 12,40            | 16,83            | 16,47            | 12,45            | 7,27             | 1,62             | −2,35            |                  |
| Норма опадів, мм                              | 49               | 49               | 48               | 60               | 73               | 102              | 72               | 68               | 58               | 69               | 79               | 64               |                  |
| Середньомісячна швидкість вітру, м/с          | 2.13             | 2.39             | 2.64             | 2.57             | 2.29             | 2.08             | 2.04             | 1.91             | 1.92             | 2.03             | 2.13             | 2.20             |                  |
| Середньомісячна сонячна радіація, кДж/м²·день | 4345             | 7047             | 10889            | 15221            | 19106            | 21047            | 22023            | 20109            | 14906            | 9336             | 4969             | 3668             |                  |
| --------------------------------------------- | ---------------- | ---------------- | ---------------- | ---------------- | ---------------- | ---------------- | ---------------- | ---------------- | ---------------- | ---------------- | ---------------- | ---------------- | ---------------- |
| Джерело:                                      |                  |                  |                  |                  |                  |                  |                  |                  |                  |                  |                  |                  |                  |